# Karl Tannen

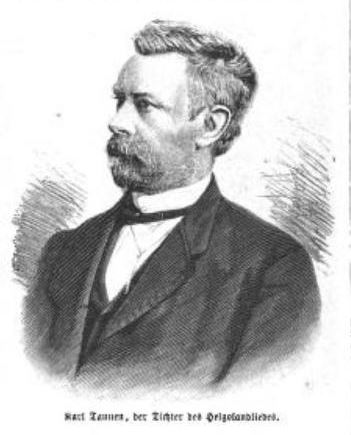
Karl Tannen

 Karl Tannen  (Pseudonym Karl Eichwald) (* 27. Juli 1827 in Leer; † 13. August 1904 in Bremen) war ein deutscher Verleger und Schriftsteller.

## Biografie
Karl Heinrich Theodor Tannen war der Sohn eines Schiffskapitäns. Er besuchte die Schule in Leer in Ostfriesland und lernte vier Jahre als Buchhändler. Er arbeitete dann in seinem Beruf in Aurich. 1851 siedelte er nach Bremerhaven um. Er soll dort als Revolutionär verdächtigt gewesen sein. Um 1852 ging er nach Bremen und arbeitete in der Buchhandlung Küthmann. 1865 erwarb er die Konzession für einen Verlag in Bremen und 1878 gab er den Verlag auf. Danach wirkte er als Buchauktionator und Buchtaxator. Tannen – ein geselliger Mensch – trug oft plattdeutsche Gedichte und Geschichten vor.
Er war zweimal kinderlos verheiratet.

### Sein Schaffen
Um 1848 bis 1850 veröffentlichte er zwei hochdeutsche Gedichtssammlungen. 1856 folgten seine ersten Werke in der niederdeutschen Sprache. Viele Werke schrieb er unter dem Pseudonym Karl Eichwald, unter anderem die Niederdeutschen Sprichwörter. 1861 übertrug er den Reinke Voß in die plattdeutsche Sprache.
Er gab mehrere ältere niederdeutsche Bücher neu heraus.  1873 erschien in seinem Verlag eine Gedenkschrift über Bürgermeister Johann Smidt und 1873 bis 1878 der Bremer Bilderbogen mit seinen Texten und Zeichnungen von Christian Iwan Töbelmann. 1878 verlegte Tannen Wagenfelds Bremen’s Volkssagen.

### Ehrungen
Die Königliche Vlaamsche Academie voor Taalkunde te Gent ernannte ihn 1896 zum Ehrenmitglied.

## Werke
- Niederdeutsche Sprichwörter und Redensarten als Karl Eichwald. Hübner bzw. Tannen, Leipzig und Bremen, 1. bis 4. Auflage 1860, 1863,  1868 und 1870.
- Reineke Voß. Strack, Bremen 1861.
- Cumpelmenteerbook vun’t Jahr 1572 vam Karl Eichwald. Tannen, Bremen 1870.
- Bremer Schwank und Sage in Wort und Bild für Jung und Alt. Hg.: Tannen, Bremen 1876.
- Bremer Bilderbogen. Tannen, Druck Büsenschütt, Bremen 1873 bis 1878.
- Uut’n Flikken Büdel: Rymels und Vertellsels als Karl Eichwald. Tannen, Bremen 1875 und 1876
- He socht syn Swyn als Karl Eichwald. Läuschen, Bremen 1878
- Tabacks-Monopol als Karl Eichwald. Hamburg  1878.
- De dösige Hinrich a’s Tüge vöör Gericht. Ländlich komische Scene in 1 Act. Verlag von Diercksen & Wichlein, Bremen 1883 (Digitalisat)
- Dichtungen un Spreekwoorden up syn Moermerlander Oostvrees. Neemann, Leer 1892.
- Niederdeutsches Haupt- und Heldenbuch. Hampe, Bremen 1894.